# Ruta de Illinois 83
La Ruta de Illinois 83, y abreviada IL 83 (en inglés: Illinois Route 83) es una carretera estatal estadounidense ubicada en el estado de Illinois. La carretera inicia en el sur desde la US 30     en Lynwood hacia el norte en la WI 83  en la frontera con Wisconsin. La carretera tiene una longitud de 148,4 km (92.22 mi).

## Mantenimiento
Al igual que las autopistas interestatales, y las rutas federales y el resto de carreteras estatales, la Ruta de Illinois 83 es administrada y mantenida por el Departamento de Transporte de Illinois por sus siglas en inglés IDOT.